# Orquestra de Câmara Australiana
A Orquestra de Câmara Australiana foi fundada pelo violoncelista John Painter em 1975. Richard Tognetti foi apontado o primeiro violinista em 1989 e subsequentemente nomeado o diretor arstístico.
Com suas turnês frequentes, a orquestra apresenta-se na Ásia, Europa e nos Estados Unidos, incluindo performances no Wigmore Hall em Londres, no Carnegie Hall e Lincoln Center de Nova Iorque, Musikverein em Viena e no Kennedy Center em Washington.
Ricard Tognetti apresenta-se com um violino Guarneri del Gesù de 1743 e o principal violinista, Timo-Veikko Valve com um Giuseppe Guarneri Filius Andreae, de 1729. A segunda violinista, Helena Rathbone, toca um J.B. Guadagnini, de 1759, doado do Grupo Bancário Commomnwealth.